# Георг I (Вюртемберг-Монбеляр)
Георг I фон Вюртемберг-Монбеляр Предпазливият (на немски: Georg I von Württemberg-Mömpelgard, der Vorsichtige; * 4 февруари 1498, дворец Урах; † 17 юли 1558, замък Киркел) от род Дом Вюртемберг, e граф на Харбург и на Монбеляр (Мьомпелгард, 1526 – 1534 и 1553 – 1558).

## Живот
Той е син на граф Хайнрих фон Вюртемберг (1448 – 1519) и втората му съпруга Ева фон Салм († 1521), дъщеря на граф Йохан V фон Салм. Брат е на Мария (1496 – 1541), омъжена през 1515 г. за херцог Хайнрих II фон Брауншвайг-Волфенбютел, и полубрат на херцог Улрих фон Вюртемберг (1487 – 1550), третият херцог на Вюртемберг (1498 – 1550).
През 1514 г. Георг I получава Господство Хорбург (Швабия), град Риквир (Райхенвайер) и замък и Госпоство Билщайн в Елзас. През 1519 г. по-големият му брат херцог Улрих е изгонен от Вюртемберг. Георг се опитва с оръжие да го защити и трябва да избяга в Страсбург. Брат му Улрих му продава формално на 2 септември 1526 г. графството Мьомпелгард във Франш Конте и принадлежащите към него господства.
През 1531 г. Георг се присъединява към протестантския Шмалкадийски съюз против император Карл V. През 1534 г., с помощта на ландграф Филип I фон Хесен, брат му Улрих получава отново властта във Вюртемберг. Мьомпелгард отива отново към Вюртемберг. През 1542 г. Христоф, синът на Улрих, става там щатхалтер. Улрих умира през 1550 г. Според договора в Пасау от 1552 г. Христоф дава през 1553 г. на чичо си Георг обратно графството Мьомпелгард, където Георг управлява до смъртта си на 17 юли 1558 г.
Когато Лудвиг, синът на Христоф, умира без наследници през 1593 г. херцог на Вюртемберг става Фридрих I, синът на Георг.
Георг I умира на 18 юли 1558 г. в замък Киркел, Саарпфалц, на 60 години и е погребан в църквата „Св. Александер“ в Цвайбрюкен.

## Фамилия
Георг I се жени на 57 години на 10 септември 1555 г. в Райхенвайер (днес Риквир, Елзас) за 19-годишната Барбара фон Хесен (* 8 април 1536, Касел; † 8 юни 1597, дворец Валдек), дъщеря на ландграф Филип I фон Хесен (1504 – 1567) и принцеса Кристина Саксонска (1505 – 1549). Те имат три деца:
- Улрих (1556 – 1557)
- Фридрих I (1557 – 1608), херцог на Вюртемберг; ∞ на 22 май 1581 г. за принцеса Сибила фон Анхалт (1564 – 1614), дъщеря на княз Йоахим Ернст фон Анхалт
- Ева Христина (1558 – 1575)

Вдовицата му Варбара фон Хесен се омъжва втори път на 11 ноември 1568 г. в Касел за граф Даниел фон Валдек (1530 – 1577).